# La leyenda del hada y el mago
«La leyenda del hada y el mago» es una canción interpretada por la banda de heavy metal argentina Rata Blanca. Es considerada como una de las dos canciones más clásicas y famosas del grupo musical. Por esta razón, y alternando con El último ataque, suele ser la canción elegida para cerrar los conciertos de dicho grupo. Fue compuesta por Walter Giardino, aunque en ocasiones se le atribuye la colaboración en la letra de la canción a su hermana Roxana Giardino.

## Composición
La canción esta en la tonalidad de Em. Comienza con una batería rápida a la que después se le unen los demás instrumentos. La guitarra tiene un papel muy importante ya que no únicamente es encargada de tocar el riff sino también los solos.
Después del coro llega un largo y complejo solo de guitarra, con partes muy rápidas y la inclusión de técnicas avanzadas como el tapping y el sweep picking.
El otro solo entra cuando se acaba la última estrofa y se transforma en un outro hecho por unos licks de guitarra muy rápidos.
La canción está orquestada con el teclado de Hugo Bistolfi, lo que le da ese tono épico y medieval a la canción.
Barilari grabó también una versión en su LP homónimo, en el cual incluyó la canción en inglés junto con músicos de Nightwish.

## Letra
La canción habla acerca de un mago que había pasado toda su vida solo y sin nadie que amar hasta que se enamora de un hada. El amor fue correspondido, pero más adelante, por razones no muy claras, el hada deja de sentir (esto es mencionado en los versos: Y el mal que siempre existió, no soportó, ver tanta felicidad, entre dos seres, y con su odio atacó, hasta que el hada cayó, en ese sueño fatal, de no sentir).
El mago se siente devastado por la pérdida de su amada y, al ser alguien con poderes mágicos, intentaba hacerla regresar; sin embargo, todo indica que no pudo hacerla volver.

## Video musical
En el video, Giardino interpreta el papel del "mago" según la letra de la canción, y el "hada" es interpretada por Julieta Cartes, su exesposa, también es la que aparece en la portada del respectivo álbum Magos, espadas y rosas, representando a la gitana que tiene en su esfera de cristal a los integrantes de la segunda formación del grupo musical.
Dirección: Pablo Perel. Producción: PolyGram Discos.

## Versiones en vivo
A partir de que la banda se disolvió y se volvió a unir, la canción es tocada medio tono abajo, es decir en la tonalidad de Ebm.
Otra diferencia es que en algunos conciertos lo que hace Walter Giardino es que en vez de tocar el riff por segunda ocasión, este improvisa un solo rápido en la tonalidad de la canción.

## Legado
«La leyenda del hada y el mago» es no solo una de las canciones más populares del grupo Rata Blanca, sino también una de las canción de heavy metal argentino más clásicas que existen. El solo de guitarra de Walter Giardino es considerado como uno de los mejores solos de rock en español.

## Músicos en la versión original
- Walter Giardino (6/3/1960 - presente) - Guitarrista líder.
- Adrián Barilari (11/11/1959 - presente) - Cantante.
- Sergio Berdichevsky (27/10/1964 - presente) - Guitarra rítmica.
- Gustavo Rowek (19/3/1963 - presente) - Baterista.
- Guillermo Sánchez (22/12/1964 - 27/05/2017) - Bajista.
- Hugo Bistolfi (21/12/1964 - presente) - Tecladista.

## Álbumes
- En vivo en Buenos Aires (en vivo, con la Orquesta de Cámara Solistas Bach) - 1996
- Poder vivo
- En vivo en Estadio Obras
- En vivo con Glenn Hughes

## Versiones
- Por Adrián Barilari, junto a Walter Giardino, Jens Johansson de Stratovarius, Jukka Nevalainen, Emppu Vuorinen y Sami Vänskä de Nightwish, en su proyecto solista y en el disco Tributo a Rata Blanca: La leyenda continúa.